# Дамир Фејзић
Дамир Фејзић (рођен 14. априла 1994. године у Вршцу) српски је репрезентативац у теквондоу.